# Pik Lenina
Pik Lenina (česky též Leninův štít, kyrgyzsky Ленин Чокусу - Lenin Čokusu; rusky пик Ленина - pik Lenina; tádžicky қуллаи Абӯалӣ ибни Сино - Avicennův štít) je s výškou 7134 metrů nad mořem nejvyšší vrchol Zaalajského hřbetu pohoří Pamír. Leží na hranici mezi Tádžikistánem a Kyrgyzstánem a v obou zemích je druhým nejvyšším vrcholem.

## Pojmenování vrcholu
Vrchol byl objeven expedicí Alexeje Pavloviče Fedčenka v roce 1871 a pojmenován jako pik Kaufman po prvním generálním guvernérovi ruského Turkestánu, Konstantinu Petrovičovi Kaufmanovi, který expedici na území Turkestánu umožnil. Po úspěšném prvovýstupu v roce 1928 byl vrchol přejmenován po Vladimiru Iljiči Leninovi na dodnes nejužívanější název pik Lenina. V Tádžikistánu byl vrchol znovu přejmenován v roce 2006 a je oficiálně pojmenován Qullai Abuali ibni Sino, tedy „vrchol Avicenny“, což odpovídá českému standardizovanému exonymu štít Avicenny. Podle některých zdrojů je vrchol nazýván též kyrgyzským jménem Ačik-Taš.

## Výstupy
Vrchol byl poprvé prostoupen 25. září 1928 Erwinem Schneiderem, Eugenem Allweinem a Karlem Wienem. Jejich výstup byl součástí společné expedice sovětské Akademie věd, německého Notgemeinschaft der deutschen Wissenschaft a Německého a rakouského alpského spolku. Tato expedice podrobně prozkoumala Zaalajský a Zulumartský hřbet, oblast Fedčenkova ledovce a objevila nejvyšší vrchol Tádžikistánu, dnešní Qullai Ismoili Somoni, tehdy pik Garmo. Výstup na pik Lenina byl veden z jihu po ledovci Velká Saukdara do sedla Krilenko a odtud po východním hřebenu na vrchol. V té době šlo o nejvyšší vystoupený vrchol (nikoli však absolutní výškový rekord). Dnes je tento výstup hodnocen stupněm 5A ruské stupnice obtížnosti, nicméně vzhledem ke své odlehlosti a nedostupnosti je tato výstupová trasa využívána jen zřídka.
Dnešní normální výstupová trasa ze severu přes vrchol Razdělnaja byla poprvé prostoupena v roce 1954 V. Kovaljevem, P. Karpovem, E. Nagelem, V. Naryškinem a V. Nozdrjuchinovou. Patří k technicky nejsnazším výstupovým trasám na sedmitisícový vrchol, díky čemuž je značně populární. V ruské stupnici obtížnosti, která posuzuje kromě technické obtížnosti výstupu také nadmořskou výšku, jde o stupeň 5A. Na vrchol vede celkově kolem dvaceti různých výstupových tras.
Prvním Čechem na vrcholu byl v roce 1961 Josef Sekyra. Ve své době šlo o československý výškový rekord.

### Výstupové trasy z jihu
Výstupové trasy z jihu jsou:
- Východní hřeben z ledovce Velká Saukdara, 25. 9. 1928, Erwin Schneider, Eugen Allwein, Karl Wien, 5A
- Travers pik Oktjabrskij - pik Lenina, 21. 8. 1955, K. Kuzmin, A. Gožev, B. Dmitrijev, E. Ivanov, A. Kovyrkov, P. Skorogatov, A. Ugarov, 5B

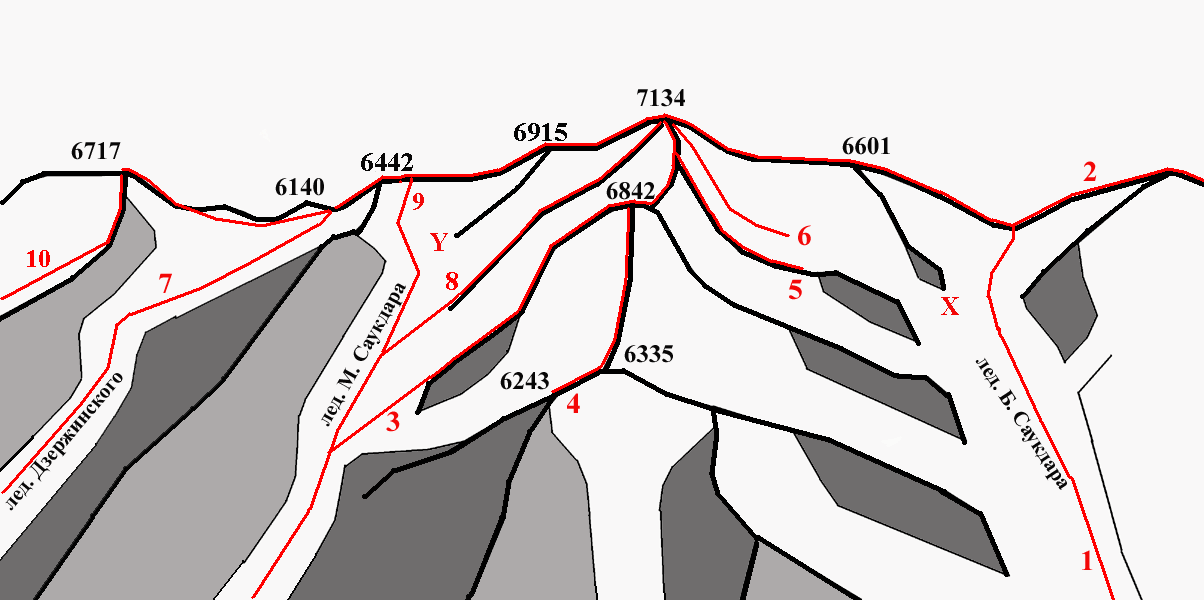
Výstupové trasy z jihu

- Travers pik Žukova - pik Lenina, 8. 8. 1967, V. Popov, S. Artjuchin, J. Golodov, V. Zapeka, E. Iliniskij, I. Kondrašev, A. Putincev, A. Toporkov, 5B
- Travers pik 6243 - pik Lenina - Pik 19. sjezdu KSSS, 8. 8. 1967, A. Pjankov, V. Voronin, G. Kalinin, A. Ljabin, V. Pavlenko, Ch. Jachin, 5B
- Žebro jižního kraje jihovýchodní stěny z ledovce Velká Saukdara, 14. 8. 1967, R. Chojer, E. Veilgunn, K. Koza, 5A
- Střed jihovýchodní stěny z ledovce Velká Saukdara, 4. 8. 1969, O. Borisenok, J. Ustinov, 5B
- Západní hřeben z ledovce Dzeržinského, 16. 8. 1970, I. A. Britarov, O. G. Docenko, J. E. Žesko, A. J. Zavjalov, A. N. Kulikov, I. N. Ostrouchov, J. M. Stankevič, 5A
- Jihozápadní hřeben z ledovce Malá Saukdara, 12. 8. 1967, N. Jušin, I. Bogačev, Zaseckij, E. Zacharov, K. Kuzmin, V. Soustin, A. Šindjajkin, 5A
- 1956 V. Nozdrjuchin - podrobnější informace o výstupu se nedochovaly, pravděpodobně východní žebro jihovýchodní stěny.

### Výstupové trasy ze severu
Výstupové trasy ze severu jsou:
- Po pilíři Lipkinovy skály, 8. 9. 1934, K. Černucha, V. Abalakov, I. Lipkin, 5A
- Přes Lipkinovu skálu, nad ledopádem, s výlezem na východní hřeben, 14. 8. 1950, V. Racek, V. Aksenov, K. Zaporožčenko, K. Izraeli, V. Kovalev, A. Kormščikov, J. Mslov, E. Nagel, V. Naryškin, V. Nikonov, V. Nozdrjuchin, I. Rožnov, 5A
- Travers Razdělnaja - pik Lenina, 3. 9. 1954, V. Kovalev, P. Karpov, E. Nagel, V. Naryškin, V. Nozdrjuchin, 5A, dnes klasická cesta
- Po východním hřebenu ze sedla Krilenko, 6. 8. 1960, V. Čeredova, V. Abalakov, J. Djačenko, G. Kainov, V. Solověv, L. Uspenskij, A. Fjodorov, Z. Charab, 5A

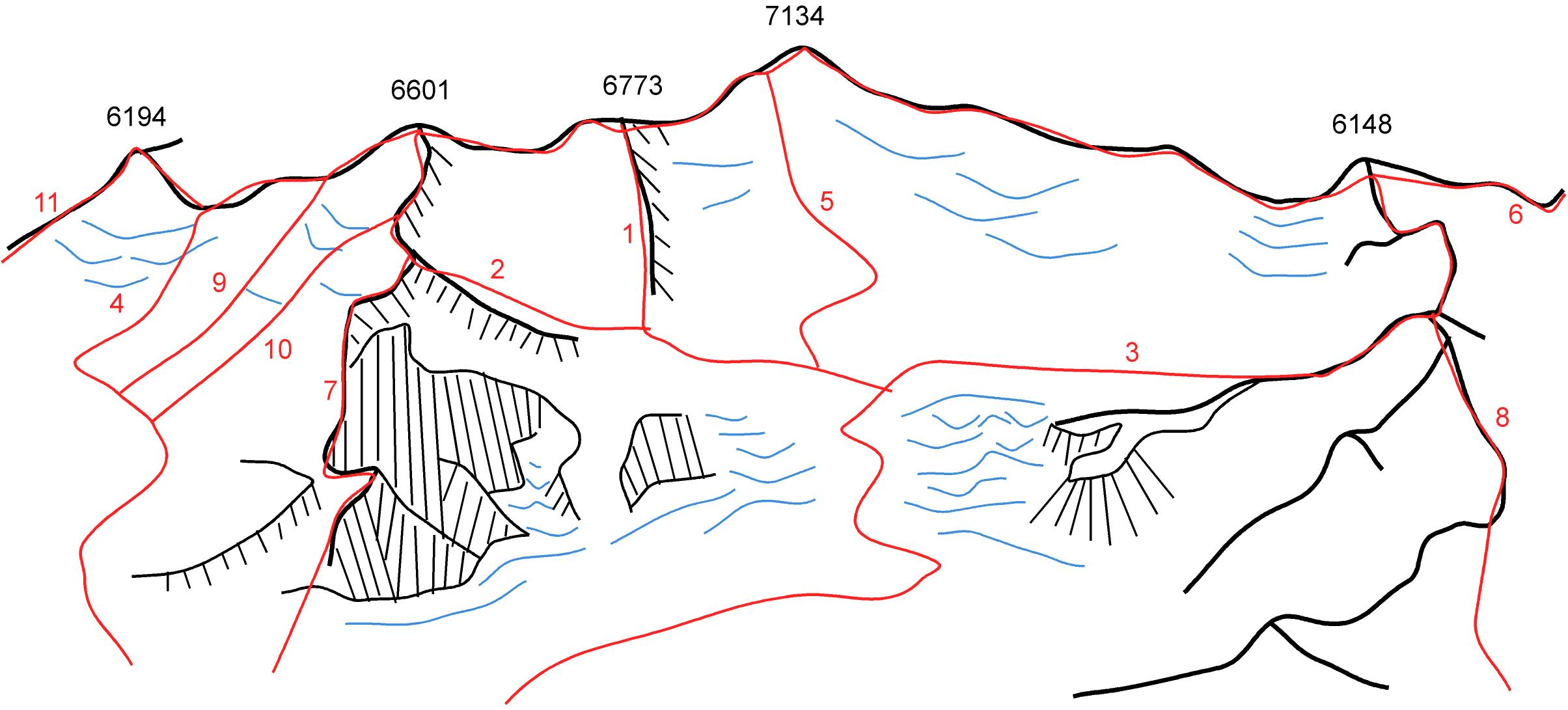
Výstupové trasy ze severu

- Přímá cesta severní stěnou, 15. 8. 1960, J. Arkin, V. Abalakov, G. Agranovskij, J. Djačenko, I. Kachiani, V. Kizel, A. Fjodorov, L. Filimonov, 5A
- Travers pik Dzeržinského - pik Lenina - Pik 19. sjezdu KSSS, 1960, V. Abalakov, 5B
- Severní žebro přes žandarm, 30.7.1967, J. Skurlatov, V. Božukov, E. Zacharov, O. Kosmacev, B. Soustin, 5A
- Travers vrchol 5100 - Razdělnaja - pik Lenina, 14. 8. 1970, N. Šabanova, Kornienko, T. Mumdži, V. Nispovityn, G. Prokazov, 5A
- „Francouzská cesta“ z ledovce Lenina východní, 1. 8. 1974, Reinard Benuix, Yves Morain, Michel Berke, Bernard Germain, 5A
- „Anglická cesta“ z ledovce Lenina východní, 3. 8. 1974, Doug Scott, Paul Breitveit, Lou Guy, Rolland Kleif, 5A
- Travers pik Spartak - pik Lenina z ledovce Korženěvského, 17. 8. 1991, V. R. Kašafutdinov, S. V. bucharov, P. v. Zinkevič, S. N. Julin, I. V. Špilevskij, S. V. Talan, A. S. Kasimov, 5A